# Pieve Emanuele
Pieve Emanuele (bis 1862 einfach Pieve) ist eine italienische Gemeinde mit 15.713 Einwohnern (Stand 31. Dezember 2023) in der Metropolitanstadt Mailand, Region Lombardei.
Die Nachbarorte von Pieve Emanuele sind Rozzano, Opera, Locate di Triulzi, Basiglio, Lacchiarella und Siziano (PV).

## Bevölkerungsentwicklung
Pieve Emanuele zählt 5.478 Privathaushalte. Zwischen 1991 und 2001 stieg die Einwohnerzahl von 15.634 auf 15.759. Dies entspricht einem prozentualen Zuwachs von 0,8 %.